# Білаза
Біла́за (кат. Vilada, вимова літературною каталанською [ βi'łaðə]) - муніципалітет, розташований в Автономній області Каталонія, в Іспанії. Код муніципалітету за номенклатурою Інституту статистики Каталонії - 82994. Знаходиться у районі (кумарці) Барґаза (коди району - 14 та BD) провінції Барселона, згідно з новою адміністративною реформою перебуватиме у складі Баґарії (округи) Центральна Каталонія. 

## Назва муніципалітету
Назва муніципалітету походить від лат. vila - "місто".

## Населення
Населення міста (у 2007 р.) становить 519 осіб (з них менше 14 років - 8,3%, від 15 до 64 - 65,7%, понад 65 років - 26%). У 2006 р. народжуваність склала 2 особи, смертність - 6 осіб, зареєстровано 0 шлюбів. У 2001 р. активне населення становило 182 особи, з них безробітних - 26 осіб.

Серед осіб, які проживали на території міста у 2001 р., 490 народилися в Каталонії (з них 412 осіб у тому самому районі, або кумарці), 33 особи приїхали з інших областей Іспанії, а 7 осіб приїхало з-за кордону. 

Вищу освіту має 7,8% усього населення. 

У 2001 р. нараховувалося 193 домогосподарства (з них 21,8% складалися з однієї особи, 30,1% з двох осіб,18,1% з 3 осіб, 19,2% з 4 осіб, 6,7% з 5 осіб, 2,1% з 6 осіб, 1% з 7 осіб, 1% з 8 осіб і 0% з 9 і більше осіб).

Активне населення міста у 2001 р. працювало у таких сферах діяльності : у сільському господарстві - 2,6%, у промисловості - 42,9%, на будівництві - 11,5% і у сфері обслуговування - 42,9%. 

 У муніципалітеті або у власному районі (кумарці) працює 137 осіб, поза районом - 69 осіб.

### Безробіття
У 2007 р. нараховувалося 27 безробітних (у 2006 р. - 23 безробітних), з них чоловіки становили 40,7%, а жінки - 59,3%.

## Економіка

### Підприємства міста

#### Промислові підприємства
| \| Промислові підприємства міста, за сферою діяльності \| Промислові підприємства міста, за сферою діяльності \| Промислові підприємства міста, за сферою діяльності \| \| Рік \| 2002 р. \| 2001 р. \| \| --------------------------------------------------- \| --------------------------------------------------- \| --------------------------------------------------- \| \| Енергетичні та водні ресурси \| 0% \| 0% \| \| Хімія та метали \| 10% \| 10% \| \| Переробка металів \| 10% \| 10% \| \| Продукти харчування \| 40% \| 30% \| \| Текстиль \| 20% \| 30% \| \| Виробництво меблів, видання \| 10% \| 10% \| \| Інше \| 10% \| 10% \| \| Усього підприємств \| 10 \| 10 \| |         |         |
| Промислові підприємства міста, за сферою діяльності |         |         |
| Рік | 2002 р. | 2001 р. |
| Енергетичні та водні ресурси | 0%      | 0%      |
| Хімія та метали | 10%     | 10%     |
| Переробка металів | 10%     | 10%     |
| Продукти харчування | 40%     | 30%     |
| Текстиль | 20%     | 30%     |
| Виробництво меблів, видання | 10%     | 10%     |
| Інше | 10%     | 10%     |
| Усього підприємств | 10      | 10      |

#### Роздрібна торгівля
| \| Підприємства роздрібної торгівлі міста, за сферою діяльності \| Підприємства роздрібної торгівлі міста, за сферою діяльності \| Підприємства роздрібної торгівлі міста, за сферою діяльності \| \| Рік \| 2002 р. \| 2001 р. \| \| ------------------------------------------------------------ \| ------------------------------------------------------------ \| ------------------------------------------------------------ \| \| Продукти харчування \| 50% \| 50% \| \| Одяг та взуття \| 0% \| 0% \| \| Товари для дому \| 0% \| 0% \| \| Книги та періодичні видання \| 0% \| 0% \| \| Промислова хімічна продукція \| 16,7% \| 16,7% \| \| Продукція, пов'язана з транспортними засобами \| 0% \| 0% \| \| Інше \| 33,3% \| 33,3% \| \| Усього підприємств \| 6 \| 6 \| |         |         |
| Підприємства роздрібної торгівлі міста, за сферою діяльності |         |         |
| Рік | 2002 р. | 2001 р. |
| Продукти харчування | 50%     | 50%     |
| Одяг та взуття | 0%      | 0%      |
| Товари для дому | 0%      | 0%      |
| Книги та періодичні видання | 0%      | 0%      |
| Промислова хімічна продукція | 16,7%   | 16,7%   |
| Продукція, пов'язана з транспортними засобами | 0%      | 0%      |
| Інше | 33,3%   | 33,3%   |
| Усього підприємств | 6       | 6       |

#### Сфера послуг
| \| Підприємства міста, що працюють у сфері послуг, за діяльністю \| Підприємства міста, що працюють у сфері послуг, за діяльністю \| Підприємства міста, що працюють у сфері послуг, за діяльністю \| \| Рік \| 2002 р. \| 2001 р. \| \| ------------------------------------------------------------- \| ------------------------------------------------------------- \| ------------------------------------------------------------- \| \| Гуртова торгівля \| 5,9% \| 5,9% \| \| Готелі та готельний бізнес \| 41,2% \| 41,2% \| \| Транспорт та зв'язок \| 11,8% \| 11,8% \| \| Посередницькі фінансові послуги \| 5,9% \| 5,9% \| \| Послуги підприємствам \| 0% \| 0% \| \| Послуги фізичним особам \| 35,3% \| 35,3% \| \| Нерухомість та ін. \| 0% \| 0% \| \| Усього підприємств \| 17 \| 17 \| |         |         |
| Підприємства міста, що працюють у сфері послуг, за діяльністю |         |         |
| Рік | 2002 р. | 2001 р. |
| Гуртова торгівля | 5,9%    | 5,9%    |
| Готелі та готельний бізнес | 41,2%   | 41,2%   |
| Транспорт та зв'язок | 11,8%   | 11,8%   |
| Посередницькі фінансові послуги | 5,9%    | 5,9%    |
| Послуги підприємствам | 0%      | 0%      |
| Послуги фізичним особам | 35,3%   | 35,3%   |
| Нерухомість та ін. | 0%      | 0%      |
| Усього підприємств | 17      | 17      |

## Житловий фонд
У 2001 р. 3,1% усіх родин (домогосподарств) мали житло метражем до 59 м², 33,2% - від 60 до 89 м², 41,5% - від 90 до 119 м² і
22,3% - понад 120 м².

З усіх будівель у 2001 р. 32,2% було одноповерховими, 59,3% - двоповерховими, 7,9
% - триповерховими, 0,6% - чотириповерховими, 0% - п'ятиповерховими, 0% - шестиповерховими,
0% - семиповерховими, 0% - з вісьмома та більше поверхами.

## Автопарк
| \| Автомобілі, зареєстровані у місті, за призначенням \| Автомобілі, зареєстровані у місті, за призначенням \| Автомобілі, зареєстровані у місті, за призначенням \| \| Рік \| 2006 р. \| 2005 р. \| \| -------------------------------------------------- \| -------------------------------------------------- \| -------------------------------------------------- \| \| Приватні автомобілі \| 60,2% \| 60,7% \| \| Мотоцикли \| 8,9% \| 8,8% \| \| Вантажівки \| 28,9% \| 28,7% \| \| Трактори \| 0,2% \| 0,3% \| \| Автобуси та ін. \| 1,7% \| 1,6% \| \| Усього автомобілів \| 405 шт. \| 387 шт. \| |         |         |
| Автомобілі, зареєстровані у місті, за призначенням |         |         |
| Рік | 2006 р. | 2005 р. |
| Приватні автомобілі | 60,2%   | 60,7%   |
| Мотоцикли | 8,9%    | 8,8%    |
| Вантажівки | 28,9%   | 28,7%   |
| Трактори | 0,2%    | 0,3%    |
| Автобуси та ін. | 1,7%    | 1,6%    |
| Усього автомобілів | 405 шт. | 387 шт. |

## Вживання каталанської мови
У 2001 р. каталанську мову у місті розуміли 100% усього населення (у 1996 р. - 100%), вміли говорити нею 94,5% (у 1996 р. - 
96,7%), вміли читати 92% (у 1996 р. - 87,8%), вміли писати 62,6
% (у 1996 р. - 59,7%). Не розуміли каталанської мови 0%.

## Політичні уподобання
У виборах до Парламенту Каталонії у 2006 р. взяло участь 283 особи (у 2003 р. - 344 особи). Голоси за політичні сили розподілилися таким чином:
| \| Вибори до Парламенту Каталонії \| Вибори до Парламенту Каталонії \| Вибори до Парламенту Каталонії \| \| Рік \| 2006 р. \| 2003 р. \| \| -------------------------------------- \| ------------------------------ \| ------------------------------ \| \| Конвергенція та Єднання (CiU) \| 58,3% \| 48,8% \| \| Соціалістична партія Каталонії (PSC) \| 9,2% \| 7,8% \| \| Народна партія (PP) \| 8,1% \| 19,8% \| \| Ініціатива за зелену Каталонію (IC) \| 4,2% \| 2% \| \| Республіканська лівиця Каталонії (ERC) \| 19,1% \| 21,5% \| \| Громадянська партія (C's) \| 0,7% \| 0% \| \| Інші \| 0,4% \| 0% \| |         |         |
| Вибори до Парламенту Каталонії |         |         |
| Рік | 2006 р. | 2003 р. |
| Конвергенція та Єднання (CiU) | 58,3%   | 48,8%   |
| Соціалістична партія Каталонії (PSC) | 9,2%    | 7,8%    |
| Народна партія (PP) | 8,1%    | 19,8%   |
| Ініціатива за зелену Каталонію (IC) | 4,2%    | 2%      |
| Республіканська лівиця Каталонії (ERC) | 19,1%   | 21,5%   |
| Громадянська партія (C's) | 0,7%    | 0%      |
| Інші | 0,4%    | 0%      |

У муніципальних виборах у 2007 р. взяло участь 338 осіб (у 2003 р. - 388 осіб). Голоси за політичні сили розподілилися таким чином:
| \| Муніципальні вибори \| Муніципальні вибори \| Муніципальні вибори \| \| Рік \| 2007 р. \| 2003 р. \| \| -------------------------------------- \| ------------------- \| ------------------- \| \| Конвергенція та Єднання (CiU) \| 53% \| 40,2% \| \| Соціалістична партія Каталонії (PSC) \| 47% \| 35,3% \| \| Народна партія (PP) \| 0% \| 24,5% \| \| Ініціатива за зелену Каталонію (IC) \| 0% \| 0% \| \| Республіканська лівиця Каталонії (ERC) \| 0% \| 0% \| \| Громадянська партія (C's) \| 0% \| 0% \| \| Інші \| 0% \| 0% \| |         |         |
| Муніципальні вибори |         |         |
| Рік | 2007 р. | 2003 р. |
| Конвергенція та Єднання (CiU) | 53%     | 40,2%   |
| Соціалістична партія Каталонії (PSC) | 47%     | 35,3%   |
| Народна партія (PP) | 0%      | 24,5%   |
| Ініціатива за зелену Каталонію (IC) | 0%      | 0%      |
| Республіканська лівиця Каталонії (ERC) | 0%      | 0%      |
| Громадянська партія (C's) | 0%      | 0%      |
| Інші | 0%      | 0%      |